# Marquesado de Molins

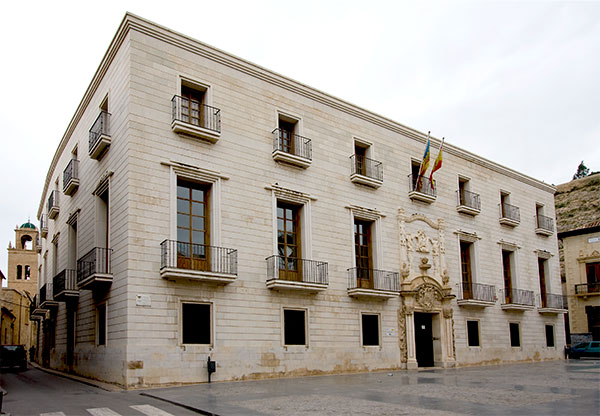
Palacio de los condes de Pinohermoso en la ciudad de Orihuela (Alicante): casa de los padres de Mariano Roca de Togores y Carrasco

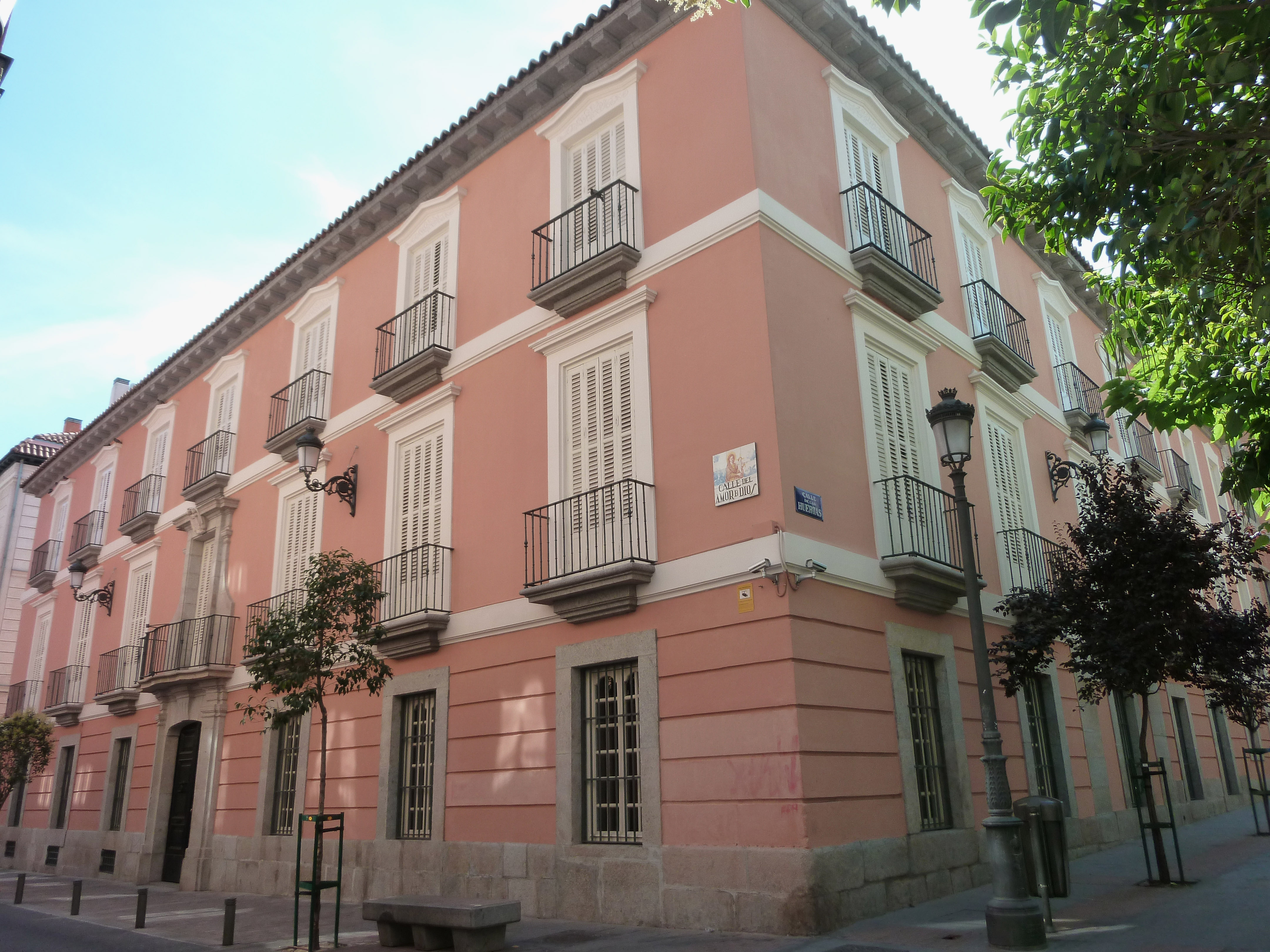
Palacio de los marqueses de Molins (Madrid), hoy dependencia de la Real Academia de la Historia

El marquesado de Molins es un título nobiliario español creado por la reina Isabel II en favor de Mariano Roca de Togores y Carrasco, mediante Real Decreto del 15 de septiembre de 1848 y Real Despacho del 24 de diciembre del mismo año. El título goza de grandeza de España de primera clase, que le fue concedida por la reina al primer marqués, por Real Decreto del 12 de mayo de 1863 y Real Despacho del 27 de julio del mismo año.
El concesionario fue un destacado político, diplomático y literato español del siglo XIX, promotor de la Restauración de Alfonso XII, ministro de Marina, Fomento y Estado en gobiernos de Sotomayor, Narváez y Cánovas, embajador en Londres y París y ante la Santa Sede, diputado a Cortes, senador del Reino, director de la Real Academia Española y miembro numerario también de las de la Historia, de Bellas Artes de San Fernando y de Ciencias Morales y Políticas, bailío de la Orden de Malta, caballero de las del Toisón de Oro y Calatrava, gran cruz de la de Carlos III y maestrante de Valencia. Hijo segundo de Luis Roca de Togores y Valcárcel, II conde de Pinohermoso, grande de España, y de María Francisca de Paula Carrasco y Arce, VII condesa de Villaleal.
Tomaba denominación esta merced de la pedanía oriolana de Molins, antiguo señorío de la familia materna del concesionario. El vizcondado previo de Rocamora, otorgado al mismo por el Real Decreto de creación del marquesado, fue declarado también hereditario y perpetuo por el Real Despacho. La denominación de Rocamora correspondía al octavo apellido del primer vizconde y marqués, que era el costado por el que recayó en los Carrasco el señorío de Molins.

## Lista de marqueses de Molins
|                        | Titular                                        | Periodo                |
| Creación por Isabel II | Creación por Isabel II                         | Creación por Isabel II |
| ---------------------- | ---------------------------------------------- | ---------------------- |
| I                      | Mariano Roca de Togores y Carrasco             | 1848-1889              |
| II                     | José Ventura Roca de Togores y Aguirre-Solarte | 1889-1926              |
| III                    | Fernando Roca de Togores y Aguirre-Solarte     | 1926-1941              |
| IV                     | Mariano Roca de Togores y Caballero            | 1952-1984              |
| V                      | Luis Roca de Togores y Bruguera                | 1985-2024              |
| VI                     | Luis Roca de Togores y Barandica               | 2025-pres.             |

## Historia genealógica
- Mariano de las Mercedes Roca de Togores y Carrasco (1812-1889), I marqués de Molins y I vizconde de Rocamora, grande de España.

Casó dos veces: primera con María Teresa Roca de Togores y Alburquerque y en segundas nupcias con María del Carmen de Aguirre-Solarte y Alcíbar. En 1889 sucedió su hijo del segundo matrimonio:
- José Ventura Roca de Togores y Aguirre-Solarte, II marqués de Molins y II vizconde de Rocamora, grande de España.

Casó con Juana Inocencia Polo y Blanco. Sin descendientes.  En 1926 sucedió su hermano:
- Fernando Roca de Togores y Aguirre-Solarte, III marqués de Molins y I de Rocamora, III vizconde de Rocamora, grande de España, gentilhombre de cámara del rey Alfonso XIII con ejercicio y servidumbre. Nacido en 1854.

Casó con María del Carmen Caballero y Saavedra, IV marquesa del Villar. En 1952 sucedió su hijo:
- Mariano Roca de Togores y Caballero (Madrid, 11 de octubre de 1889-Madrid, 5 de abril de 1984), IV marqués de Molins, V de Rocamora, III de Torneros y VI del Villar, grande de España.

Casó con María de los Dolores Bruguera y Medina, III marquesa de Torralba de Calatrava (por rehabilitación en 1918). Por Real Carta del 28 de junio de 1985, sucedió su hijo:
- Luis Roca de Togores y Bruguera (Madrid, 21 de diciembre de 1930- Madrid, 30 de septiembre de 2024),[3] V marqués de Molins, IV de Torralba de Calatrava, grande de España, funcionario del Estado, licenciado en Filosofía y Letras (Filología Moderna Alemana):

Casó con María Cristina de Barandica y Uhagón, padres de dos hijos: Luis Roca de Togores y Barandica (n. Madrid, 25 de enero de 1966), marqués del Villar (desde 1987), casado con María del Carmen Conde y Cervantes, hija de los marqueses de Rivas Cacho; y María Cristina Roca de Togores y Barandica (n. Madrid, 25 de marzo de 1970), V marquesa de Torralba de Calatrava (desde 1988), licenciada en Historia del Arte, casada con José María Mazzuchelli y Urquijo. Sucedió su hijo:
- Luis Roca de Togores y Barandica, VI marqués de Molins.

## Palacio del marqués de Molins
En el Distrito Centro de Madrid se encuentra el Palacio del Marqués de Molins, declarado Bien de Interés Cultural en 2004, que perteneció al I marqués de Molins y posteriormente a su familia. Actualmente es propiedad del Estado y su uso está cedido a la Real Academia de la Historia, habiéndose convertido en dependencia aneja a la sede de esta institución, sita en la misma manzana, y a la que había pertenecido el citado marqués como académico de número.

## Odónimos del marqués de Molins
Mariano Roca de Togores y Carrasco, el primer marqués de Molins, es el más conocido de los titulares de esta merded nobiliaria, y a quien por lo general se alude cuando se hace mención del marqués de Molins. En su honor, varias ciudades y villas españolas han dado el nombre de Marqués de Molins a alguna de sus vías públicas:
- En Albacete, su ciudad natal,  se encuentra la calle Marqués de Molins.
- En Alicante también hay una calle Marqués de Molins.
- En Orihuela tenía otra calle Marqués de Molins, después convertida en paseo. Además en esta ciudad episcopal todavía existe el palacio de los Duques de Pinohermoso, que perteneció a los padres y ascendientes del repetido marqués.
- En Elche.
- En Santa Pola.
- En San Sebastián, un callejón cercano a la playa de La Concha fue conocida como calle Marqués de Molins, porque en ella tenía dicho marqués su villa de veraneo. Sin embargo, por su poca importancia, no recibió nunca del ayuntamiento un nombre oficial, y actualmente ha desaparecido del callejero donostiarra.
- En el Ferrol, el paseo de las Delicias fue renombrado en 1853 como Cantón de Molíns, en su memoria.[4] Y conserva actualmente la misma denominación».